# Giancarlo Susini
Giancarlo Susini (Bologna, 10 ottobre 1927 – Bologna, 23 ottobre 2000) è stato uno storico italiano; è considerato uno dei massimi studiosi di epigrafia latina sul piano internazionale.

## Biografia

### Carriera accademica
Nato a Bologna, la sua famiglia era originaria della Corsica. Poté ricevere facilitazioni per viaggiare in treno nei vari paesi europei grazie al lavoro del padre, ferroviere. Durante gli anni del liceo classico (frequentò il Galvani) viaggiò molto all'estero ed ebbe modo di affinare le sue qualità di osservatore. Il 28 luglio 1946 ottenne la licenza liceale e poi s'iscrisse all'università. 
Allievo di insigni studiosi del mondo antico, come lo storico Arturo Solari e l'archeologo Luciano Laurenzi (li considerò sempre i suoi maestri),  si laureò nell'università della sua città il 20 febbraio 1951 con una tesi incentrata su Publio Sulpicio Rufo, relatore Paolo Enrico Arias. 
Rimase dapprima a Bologna come assistente di archeologia: tenne la sua prima lezione il 7 aprile 1951.
Poi seguì studi di perfezionamento, presso la Scuola archeologica italiana di Atene (1952-53, direttore Doro Levi), e poi in quella di Roma, guidata all'epoca da Margherita Guarducci. Ottenne una borsa di studio presso l’Accademia Americana a Roma (1954-55), che gli diede la possibilità di conoscere una studiosa di fama internazionale come Lily Ross Taylor, e poi altre due borse di studio per atenei europei: le Università di Montpellier e di Innsbruck (1956-57). Successivamente iniziò la carriera di docente. La sua prima sede fu La Sapienza di Roma (1958). Poi andò a Trieste (1958-61). 

Nel 1966 pubblicò il fortunato saggio Il lapicida romano, grazie al quale Susini si affermò come autore scientifico. Nel 1968 fu nominato professore ordinario di Storia romana all'Università di Bologna, cattedra che tenne per oltre un trentennio. All'interno della Facoltà fondò l’Istituto (poi Dipartimento) di Storia antica. Le sue tematiche di studio principali riguardarono la storia annibalica, la romanizzazione della Gallia cisalpina e dell'area adriatica nonché il mondo periferico all'Italia e le sue interferenze con la storia della penisola.

Fu Preside della Facoltà di Lettere e Filosofia a Bologna dal 1970 al 1988.
Tenne l'ultima lezione in Archiginnasio il 28 ottobre del 1999.
Fu socio nazionale dell'Accademia dei Lincei (dal 1993), membro della Pontificia accademia romana di archeologia, membro della Koninklijke Nederlandse Akademie van Wetenschappen ("Accademia reale delle arti e delle scienze dei Paesi Bassi"), Accademico di Barcellona e Accademico di Francia. Fu per molti anni membro dell’Accademia delle scienze dell'Istituto di Bologna.

### Ricerca archeologica e scientifica
Ha diretto missioni di ricerca nel Dodecanneso (1960-64), in Bulgaria (scavo di Arçar, l'antica Ratiaria, dal 1974 al 1989) e in Tunisia.
Abile ideatore di eventi espositivi, Susini ha curato l’organizzazione scientifica di alcune mostre storico-archeologiche nazionali, quali «Traci» (Venezia, 1989) e «Antiche genti d'Italia» (Rimini, 1994). Costante fu il suo interesse nel portare alla conoscenza del grande pubblico il sapere scientifico nei temi di sua competenza.
A questo scopo nel 1981 fondò i «Colloqui Borghesi», un convegno annuale a Bertinoro (FC) sull'epigrafia con la partecipazione di esperti di levatura internazionale.

### Attività pubblicistica
Fu direttore delle riviste «Epigraphica. Periodico internazionale di Epigrafia» (dal 1965) e «Rivista storica dell'Antichità» (dalla fondazione, avvenuta nel 1970). 
Una selezione dei suoi articoli è stata raccolta nel volume: L'Antico in Terza pagina. Scritti giornalistici (F.lli Lega editori, Faenza).

### Incarichi
- Presidente della Società di Studi Romagnoli dal 1963 al 1978
- Presidente della Deputazione di storia patria per le Province di Romagna[8] dal 1992
- Presidente dell'Unione accademica nazionale (1999-2000).
- Presidente della «Associazione internazionale di epigrafia greca e latina» (1991-92)
- Consigliere d'amministrazione dell'Agenzia di iniziative culturali dell'Emilia-Romagna (AICER).

## Onorificenze
- Commendatore dell'Ordine delle Palme accademiche (Francia)[6].

## Intitolazioni
A Tuoro sul Trasimeno (PG)
È intitolato a Susini il «Centro di documentazione sulla battaglia del Trasimeno e Annibale».
Premio Giancarlo Susini
Il riconoscimento va ai ricercatori che hanno maggiormente contribuito all'avanzamento delle conoscenze del mondo epigrafico nell'antichità greco-latina.

La prima edizione si è tenuta nel 2016. I nomi degli ultimi premiati:
- 2019: Riccardo Bertolazzi (Università di Verona)[10]
- 2020: Hernán Gonzáles Bordas (Università Michel de Montaigne di Bordeaux)[11]

Tra i soggetti che sostengono con maggiore continuità il Premio vi sono: la Fondazione di Sardegna, l’Editore F.lli Lega (Faenza) e la Società scientifica Terra Italia.
A Bologna
Il Municipio gli ha intitolato un giardino nell’area di via Zanolini/Zaccherini Alvisi.

## Opere
(elenco incompleto)
Giancarlo Susini fu autore di oltre mille pubblicazioni scientifiche. La sua vastissima produzione affrontò numerose tematiche del mondo antico. Fra le principali si ricordano:
Sul mondo greco-romano
- La storia del mondo egeo: nuove scoperte sulla storia di Coo (1957);
- Ricerche sulla battaglia del Trasimeno (1960);
- Fonti per la storia greca e romana del Salento (1962);
- Supplemento epigrafico di Caso, Scarpanto, Saro, Calchi, Alimna e Tilo (1965)
- Il lapicida romano. Introduzione all’epigrafia antica (1966, trad. inglese 1973);
- Gli strateghi rodii (1970);
- Epigrafia romana (1982);
- Compitar per via. Antropologia del lettore antico (1988);
- L’impaginazione epigrafica delle ideologie romane (1989);
- La "frontiera" dei coloni: geografia delle antiche scritture (1991);
- La scrittura e le pietre (1993);
- Epigraphica dilapidata (1997).

Sulla storia d'Italia (in particolare sulle culture centro-appenniniche)
- Documenti epigrafici di storia sarsinate (1955);
- Genesi e cultura di una comunità romana dell’Italia superiore: Forum Cornelii (1958);
- Coloni romani dal Piceno al Po (1966);
- Studî di storia annibalica: l’archeologia della guerra annibalica (1966);
- Storia antica e storia dell’antico: il caso di Assisi (1987);
- Ravenna romana (1989);
- Città "appassionate" della Cispadana antica: pagine aperte di storia politica (1991);
- Il viatico di Hermes e i segni religiosi della società sarsinate (1993);
- "Iuravit in mea verba tota Italia": l’Italia delle regioni augustee (1994);
- Campi quadrati, città quadrate e curve (1993);
- Scritture all’aperto. Considerazioni a proposito del lapidario estense (1994).

Opere narrative
- La corteccia del gatto;
- Le radici dei giorni.

Opere postume
- Bononia/Bologna. Scritti di Giancarlo Susini, Bologna, Pàtron Editore, 2001.

Giancarlo Susini fu direttore scientifico di alcune collane di storie di città (Bologna, Ravenna, Forlì e Cesena).

In occasione del suo settantesimo compleanno, nel 1997, alcuni allievi ed amici gli fecero dono di due raccolte di suoi scritti: Epigraphica dilapidata e Sguardi di memoria (a cura di Valeria Cicala, Bologna, Grafis, 1997. È la raccolta degli articoli scritti per la rivista dell'Istituto per i Beni Artistici, Culturali e Naturali dell'Emilia-Romagna, di cui Susini fu membro del Consiglio direttivo).

## Il Fondo Susini
L'insieme di monografie, articoli, atti di convegni e periodici raccolti nell'arco della sua lunga attività di studioso, è stato donato personalmente da Giancarlo Susini all'Università degli Studi di Sassari, dov'è conservato tuttora, insieme a parte della sua cospicua biblioteca personale.